# Luís Santos
Luís Miguel Castelo Santos, noto semplicemente come Luís Santos (Entroncamento, 20 gennaio 2000), è un calciatore portoghese, attaccante dell'FC Košice.

## Carriera
Cresciuto nel settore giovanile del Boavista, debutta in prima squadra il 4 luglio 2020 in occasione del match di Primeira Liga perso 3-1 contro il Benfica.

## Statistiche

### Presenze e reti nei club
Statistiche aggiornate al 3 ottobre 2021.
| Stagione        | Squadra         | Campionato      | Campionato | Campionato | Coppe nazionali | Coppe nazionali | Coppe nazionali | Coppe continentali | Coppe continentali | Coppe continentali | Altre coppe | Altre coppe | Altre coppe | Totale | Totale |
| Stagione        | Squadra         | Comp            | Pres       | Reti       | Comp            | Pres            | Reti            | Comp               | Pres               | Reti               | Comp        | Pres        | Reti        | Pres   | Reti   |
| --------------- | --------------- | --------------- | ---------- | ---------- | --------------- | --------------- | --------------- | ------------------ | ------------------ | ------------------ | ----------- | ----------- | ----------- | ------ | ------ |
| 2019-2020       | Boavista        | PL              | 3          | 0          | CP+CdL          | 0               | 0               |                    | -                  | -                  |             | -           | -           | 3      | 0      |
| 2020-2021       | Trofense        | SL              | 14         | 3          | CP              | 0               | 0               |                    | -                  | -                  |             | -           | -           | 14     | 3      |
| 2021-2022       | Boavista        | PL              | 4          | 0          | CP+CdL          | 0+2             | 0+1             |                    | -                  | -                  |             | -           | -           | 6      | 1      |
| Totale carriera | Totale carriera | Totale carriera | 21         | 3          |                 | 2               | 1               |                    | -                  | -                  |             | -           | -           | 23     | 4      |